# L'Impitoyable (film, 1976)
Pour les articles homonymes, voir L'Impitoyable.
L'Impitoyable (少林木人巷, Shao Lin mu ren xiang) est un film hongkongais réalisé par Chen Chi Hwa, sorti en 1976.

## Synopsis
Jackie est un disciple de Shaolin et son seul souhait est d’apprendre le kung-fu, depuis la mort de son père il devient muet jusqu'à ce qu'il découvre l'assassin de son père...

## Fiche technique
- Titre : L'Impitoyable
- Titre original : 少林木人巷 (Shao Lin mu ren xiang)
- Titre américain : Shaolin Wooden Men
- Réalisation : Chen Chi Hwa, Lo Wei
- Production : Dino De Laurentiis
- Scénario : Chin Hsin
- Musique : Zhou Fu Liang
- Photographie : Chen Zhong Yuan
- Montage : Li Yan Hai et Huang Zhi Xiong
- Sociétés de production : Lo Wei Motion Picture Company
- Distribution :

 Hong Kong : Lo Wei Motion Picture Company
 France : Polimaj
- Pays d'origine : Hong Kong
- Genre : Kung-fu
- Durée : 90 minutes
- Dates de sortie en salles :

 Hong Kong : 10 novembre 1976
 France : 11 mai 1983

## Distribution
- Jackie Chan (VF : Frédéric Girard) : Jackie
- Kam Kong
- Chiang Kam
- Yuen Biao
- Hwang Jang Lee : Un des moines qu'à affronté Jackie au début du film